# Los Santos (fictieve stad)
Los Santos is een fictieve stad in de staat San Andreas, die wordt gebruikt in de computerspelserie Grand Theft Auto. De stad is geïnspireerd op Los Angeles. De naam komt eveneens van Los Angeles: Los Santos is Spaans voor "de Heiligen", een woordspeling op Los Angeles dat "de Engelen" betekent.
Net zoals met Liberty City het geval is, bestaan er twee versies van de stad: een uit de GTA San Andreas-reeks en een uit de GTA V-reeks.

## Grand Theft Auto: San Andreas
In het spel Grand Theft Auto: San Andreas is Los Santos de stad waar de verhaallijn van het spel begint. Het spel omvat namelijk nog twee steden: San Fierro en Las Venturas. Los Santos is een grote stad, die is opgedeeld in verschillende wijken en districten. De wolkenkrabbers bevinden zich in het centrum van de stad, waar rechts zich de grote achterstandswijken bevinden. Deze worden door een snelweg van elkaar gesneden, waar onder de snelweg voornamelijk de Grove Street Family zich plaatst en boven de snelweg voornamelijk de Ballas Gang huisvest. De andere grote gang, de Vagos, bezit vooral de noordelijke en oostelijke zijde van East Los Santos. In het zuiden is een grote haven, een internationale luchthaven, een stadspark en enorm strand te vinden. In het westen zitten de rijkere wijken met dure winkelstraten en Vinewood, Rockstar's equivalent van Hollywood. Ook in de Vinewood Hills, in het noorden, wonen de rijkelui.

## Grand Theft Auto V
In vergelijking tot de eerste versie van Los Santos, is de tweede versie de enige stad in het spel. Ook is de kaart groter dan de gehele kaart van GTA San Andreas, GTA IV en Red Dead Redemption bij elkaar. Het spel (exclusief wateren) is 3,5 keer groter dan laatstgenoemde, inclusief wateren is dat zelfs 5 keer zoveel. Ook zijn er vijf keer zoveel verschillende voetgangers op straat als in GTA IV. 
Er zitten relatief meer hoogteverschillen in het landschap, mede vanwege de vele heuvels en bergen. Ook is er een enorme onderwaterwereld te ontdekken, waaronder een gezonken schip en haaien die in het spel voorkomen.
In de stad zelf vindt men de wolkenkrabbers in centrum en de rijkere wijken tegen de heuvels aan. Ook bevinden zich enorme achterstandswijken in de stad. Daarnaast is er ook een strand te vinden langs de kust.
Het is bekend dat deze gebieden in het spel voorkomen:
- Een groot, volledig vormgegeven bosgebied, inclusief 'Mount Chiliad'.[1]
- Er komen nog twee gebergtes voor: Mount Josiah en de Tataviam Mountains.
- Een militaire basis (Fort Zancudo).[1]
- Alamo Sea (Rockstars parodie op Salton Sea).
- Een levenloos woestijngebied vergelijkbaar met de Salton Sea-regio.
- Een windmolenpark.
- Een internationale luchthaven. (Los Santos International Airport (LSIA))[1]
- Een havengebied.[1]
- Uitgestrekte wijngaarden.

Van een aantal plaatsen in het spel is de naam vrijgegeven:
| - Blaine County - Del Perro Pier - Del Perro Freeway - East Los Santos - Grapeseed - Land Act Dam - Little Seoul - Los Puerta Freeway | - Los Santos Bay - Pleasure Pier - Richman - Rockford Hills - Tataviam Mountains - Vespucci Canals - Vinewood Hills met Vinewood letters - Zancudo River |